# Loscouët-sur-Meu
Loscouët-sur-Meu (tiếng Breton: Loskoed-ar-Mozon) là một xã của tỉnh Côtes-d’Armor, thuộc vùng Bretagne, tây bắc Pháp.

## Dân số
Người dân ở Loscouët-sur-Meu được gọi là Loscoetais.